# حارة الأندلس (صنعاء)
حارة الأندلس هي إحدى حارات حي معين بمديرية معين إحدى مديريات العاصمة اليمنية صنعاء، بلغ تعداد سكانها 1233 نسمة حسب تعداد اليمن لعام 2004.